# Чемпіонат світу з фехтування 2014
Чемпіонат світу з фехтування 2014 року пройшов у Казані, Росія, з 15 по 23 липня під егідою Міжнародної федерації фехтування. На турнірі розіграно 12 комплектів нагород: в індивідуальному та командному першостях із фехтування на шпагах, рапірах та шаблях серед чоловіків та жінок.

## Розклад[1]
| ● | Церемонія відкриття | ● | Фінали | ● | Церемонія закриття |

| Дисципліна              | Дисципліна              | 15 | 16 | 17 | 18 | 19 | 20 | 21 | 22 | 23 | Загалом |
| ----------------------- | ----------------------- | -- | -- | -- | -- | -- | -- | -- | -- | -- | ------- |
| Церемонії               | Церемонії               |    |    |    | ●  |    |    |    |    | ●  |         |
| Індивідуальна рапіра    | Індивідуальна рапіра    |    | Q  |    |    | 2  |    |    |    |    | 2       |
| Індивідуальна шабля     | Індивідуальна шабля     | Q  |    |    | 2  |    |    |    |    |    | 2       |
| Індивідуальна шпага     | Індивідуальна шпага     |    |    | Q  |    |    | 2  |    |    |    | 2       |
| Командна рапіра         | Командна рапіра         |    |    |    |    |    |    | Q  | 2  |    | 2       |
| Командна шабля          | Командна шабля          |    |    |    |    |    | Q  | 2  |    |    | 2       |
| Командна шпага          | Командна шпага          |    |    |    |    |    |    |    | Q  | 2  | 2       |
| Загалом золотих медалей | Загалом золотих медалей | 0  | 0  | 0  | 2  | 2  | 2  | 2  | 2  | 2  | 12      |

## Призери

### Чоловіки
| Дисципліна           | Золото                                                              | Срібло                                                          | Бронза                                                                 |
| -------------------- | ------------------------------------------------------------------- | --------------------------------------------------------------- | ---------------------------------------------------------------------- |
| Індивідуальна шпага  | Ульріх Робейрі                                                      | Пак Гьон Ду                                                     | Готьє Грум'є Енріко Гароццо                                            |
| Командна шпага       | Франція Готьє Грум'є Даніель Жеран Жан-Мішель Люсене Ульріх Робейрі | Південна Корея Чон Джін Сон Квон Ян Гун Пак Гьон Ду Пак Сан Йон | Швейцарія П'єр Борскі Макс Хайнцер Фабіан Каутер Беньямін Штеффен      |
| Індивідуальна рапіра | Олексій Черемісінов                                                 | Ма Цзяньфей                                                     | Енцо Лефор Тимур Сафін                                                 |
| Командна рапіра      | Франція Енцо Лефор Ерван Ле Пешу Жульєн Мертен Венсан Сімон         | КНР Чень Хайвей Лей Шен Ма Цзяньфей Ші Цзяолу                   | Італія Валеріо Аспромонте Джорджо Авола Андреа Бальдіні Андреа Кассара |
| Індивідуальна шабля  | Микола Ковальов                                                     | Ку Бон Гіль                                                     | Олексій Якименко Тіберіу Дольнічану                                    |
| Командна шабля       | Німеччина Макс Хартунг Ніколас Лімбах Матьяш Сабо Бенедикт Вагнер   | Південна Корея Ку Бон Гіль Кім Джон Хван О Ин Сок Вон У Йон     | Угорщина Тамаш Дечі Чанад Гемеші Андраш Сатмарі Арон Сіладьї           |

### Жінки
| Дисципліна           | Золото                                                                    | Срібло                                                                   | Бронза                                                                             |
| -------------------- | ------------------------------------------------------------------------- | ------------------------------------------------------------------------ | ---------------------------------------------------------------------------------- |
| Індивідуальна шпага  | Росселла Фьямінго                                                         | Брітта Гайдеманн                                                         | Яна Шемякіна Еріка Кірпу                                                           |
| Командна шпага       | Росія Тетяна Гудкова Віолетта Колобова Любов Шутова Яна Хверєва           | Естонія Юлія Беляєва Ірина Ембріх Еріка Кірпу Крістіна Куск              | Італія Б'янка Дель Карретто Росселла Ф'ямінго Франческа Квандармкало Мара Навварія |
| Індивідуальна рапіра | Аріанна Ерріго                                                            | Мартіна Батіні                                                           | Інес Бубакрі Валентіна Веццалі                                                     |
| Командна рапіра      | Італія Мартіна Батіні Еліза ді Франциска Аріанна Ерріго Валентіна Веццалі | Росія Юлія Бірюкова Інна Дериглазова Лариса Коробейникова Діана Яковлєва | Франція Астрід Гаярт Коррін Майтраджан Ізаора Тібус                                |
| Індивідуальна шабля  | Ольга Харлан                                                              | Маріель Загуніс                                                          | Яна Єгорян Катерина Дяченко                                                        |
| Командна шабля       | США Ібтіхадж Мухаммад Анна-Елізабет Стоун Дагмара Возняк Маріель Загуніс  | Франція Сесілія Бердер Сауссен Боудіаф Манон Брюне Шарлотт Ламбах        | Україна Ольга Харлан Аліна Комащук Олена Вороніна Ольга Жовнір                     |

## Медальний залік
| Місце   | Країна         | Золото | Срібло | Бронза | Загалом |
| ------- | -------------- | ------ | ------ | ------ | ------- |
| 1       | Італія         | 3      | 1      | 4      | 8       |
| 1       | Росія          | 3      | 1      | 4      | 8       |
| 3       | Франція        | 3      | 1      | 3      | 7       |
| 4       | Німеччина      | 1      | 1      | 0      | 2       |
| 4       | США            | 1      | 1      | 0      | 2       |
| 6       | Україна        | 1      | 0      | 2      | 3       |
| 7       | Південна Корея | 0      | 4      | 0      | 4       |
| 8       | КНР            | 0      | 2      | 0      | 2       |
| 9       | Естонія        | 0      | 1      | 1      | 2       |
| 10      | Угорщина       | 0      | 0      | 1      | 1       |
| 10      | Румунія        | 0      | 0      | 1      | 1       |
| 10      | Швейцарія      | 0      | 0      | 1      | 1       |
| 10      | Туніс          | 0      | 0      | 1      | 1       |
| Загалом | Загалом        | 2      | 2      | 4      | 8       |